# Biserica „Nașterea Maicii Domnului” din Galda de Jos
Biserica „Nașterea Maicii Domnului” din Galda de Jos este un monument istoric aflat pe teritoriul satului Galda de Jos; comuna Galda de Jos.
Biserica "Nașterea Maicii Domnului" numită și Biserica din deal ridicată la în sec. XIV, XV și a cărei transformare durează până în sec. XVIII - 1732, forma actuală, pe locul unei de traditie românica din sec. XIII-XIV, este un vechi monument de piatră de arhitectură românească. Pe locul unei mai vechi biserici, a fost zidită, in 1732 – dată menționată de Șematismul de la Blaj, biserica "Nașterea Mariei", monument care îmbină foarte armonios formele unei construcții de zid cu un acoperiș tipic pentru bisericile de lemn. De plan dreptunghiular, compartimentat cu absida semicirculară decroșată. Cupola de zid pe altar, naos cu bolta semicilindrica de lemn, pronaos tavanit, turn-clopotnita de lemn pe pronaos. Se mai păstrează pictura murală în navă (1752) și resturi de picturi mai vechi pe tâmpla de zid.

## Imagini din exterior

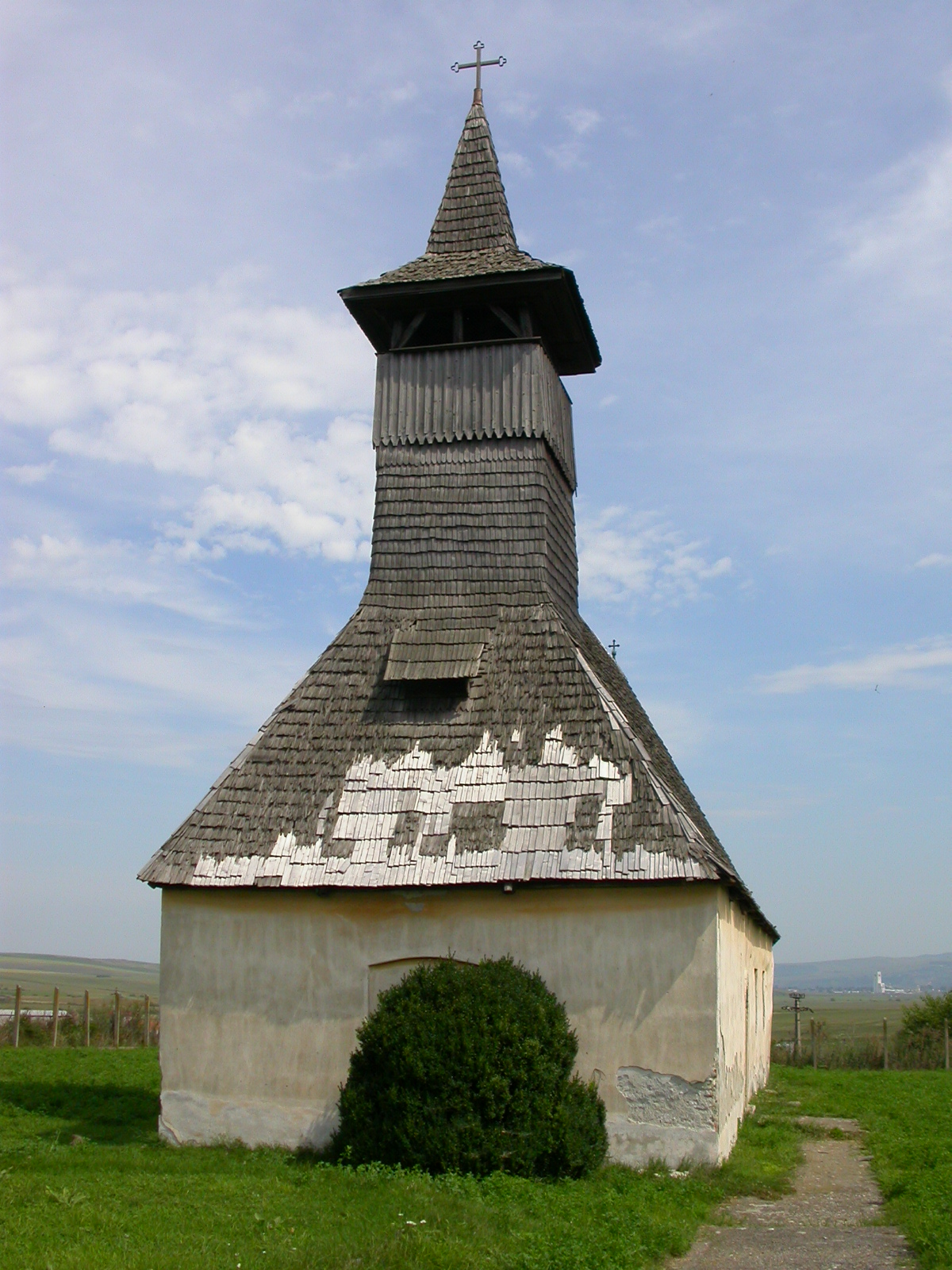
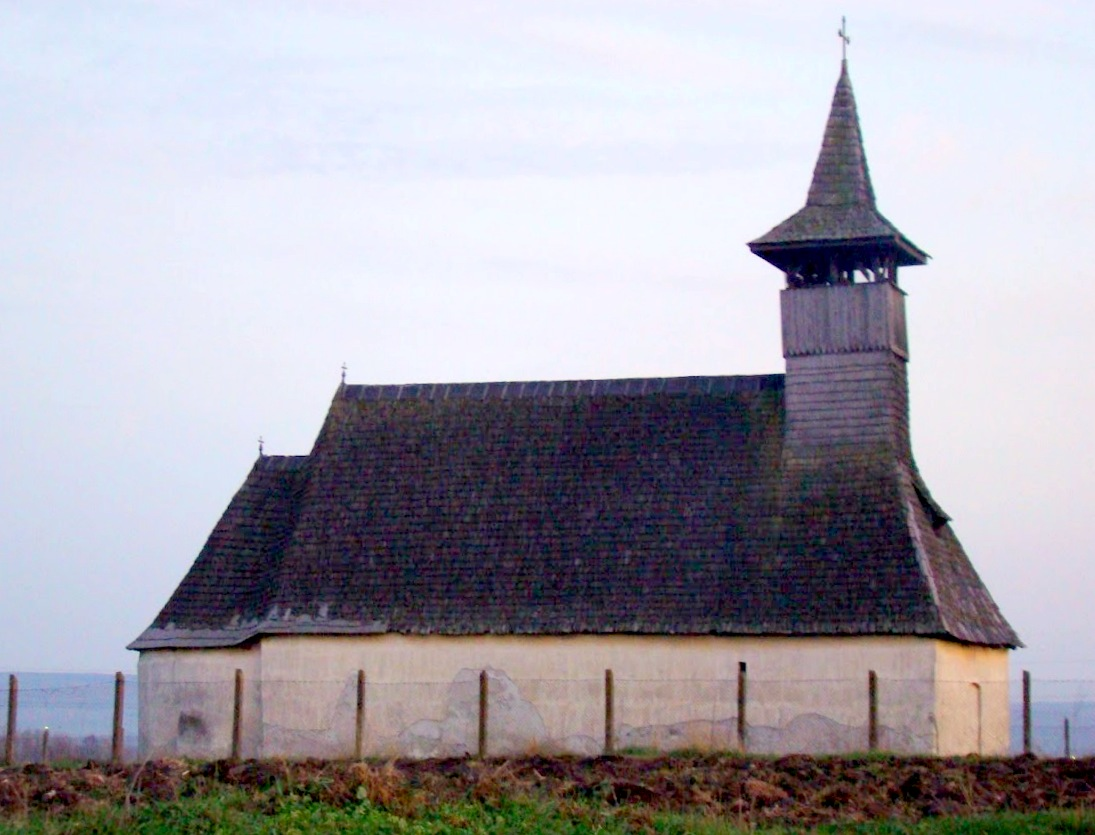
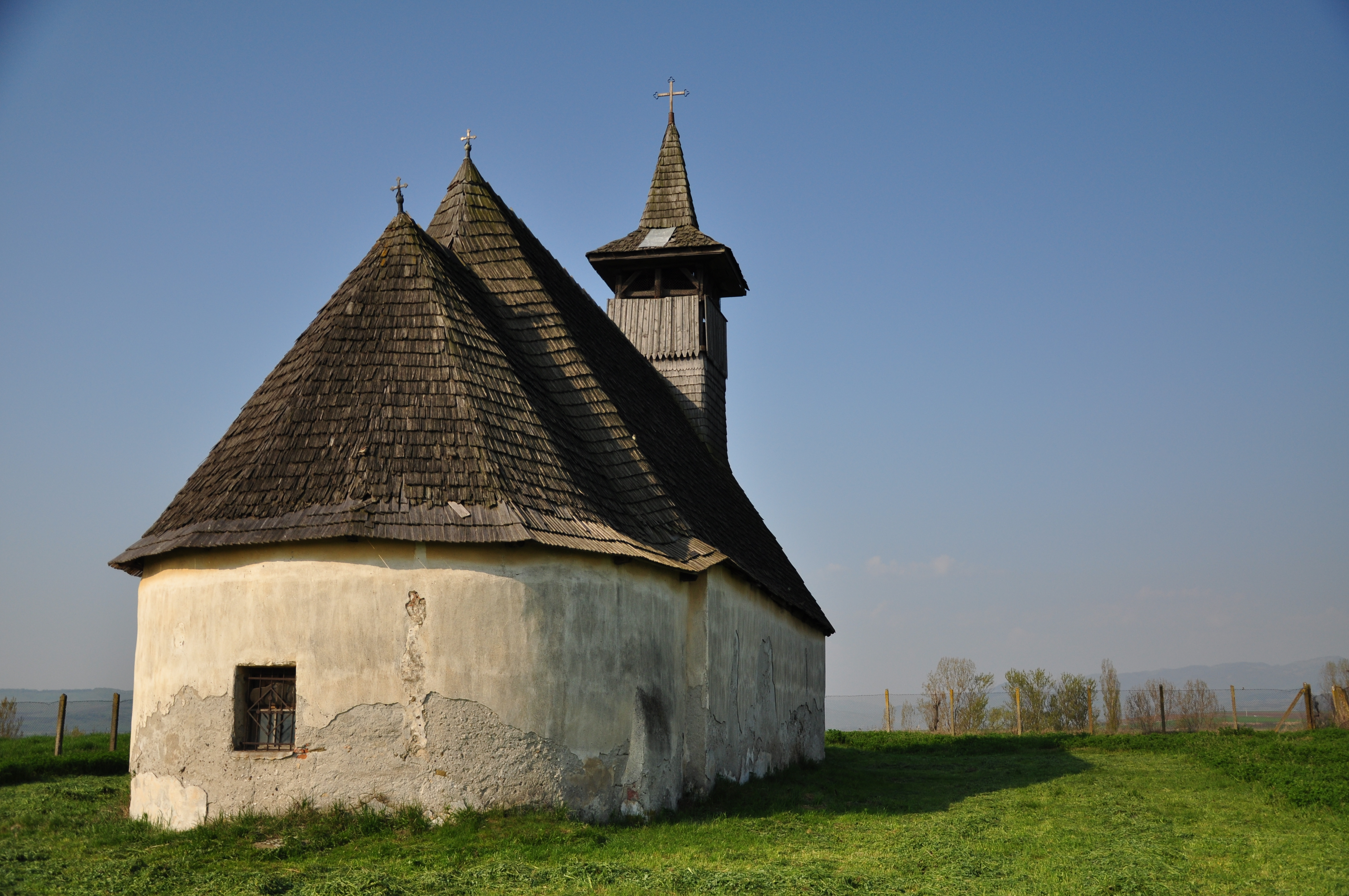
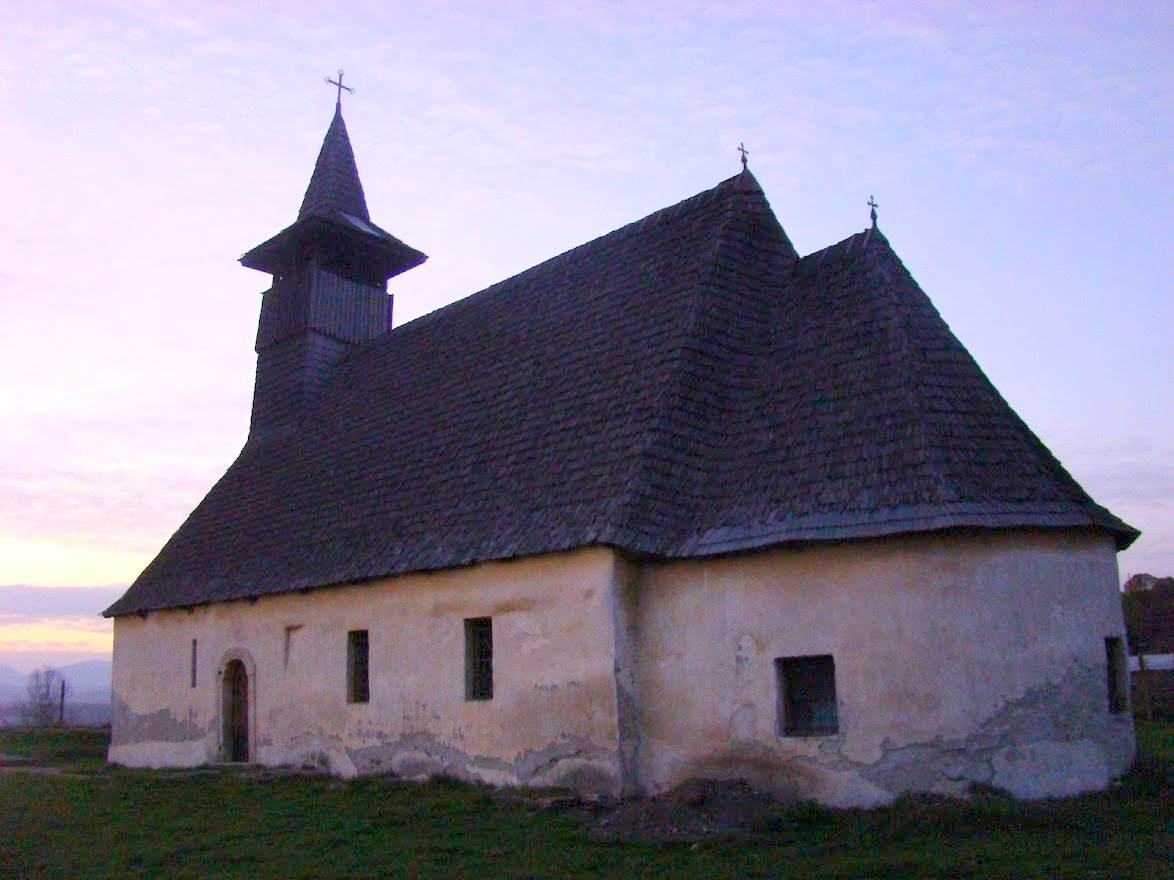
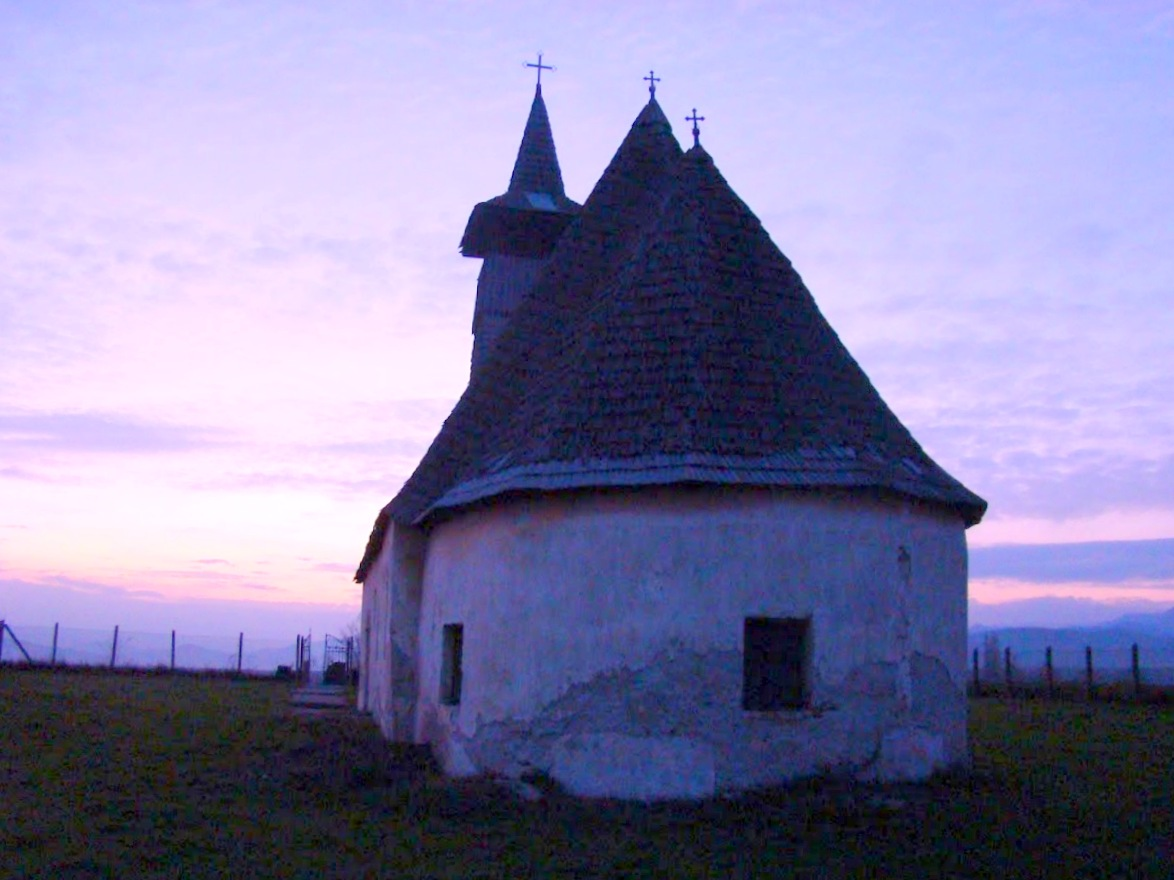
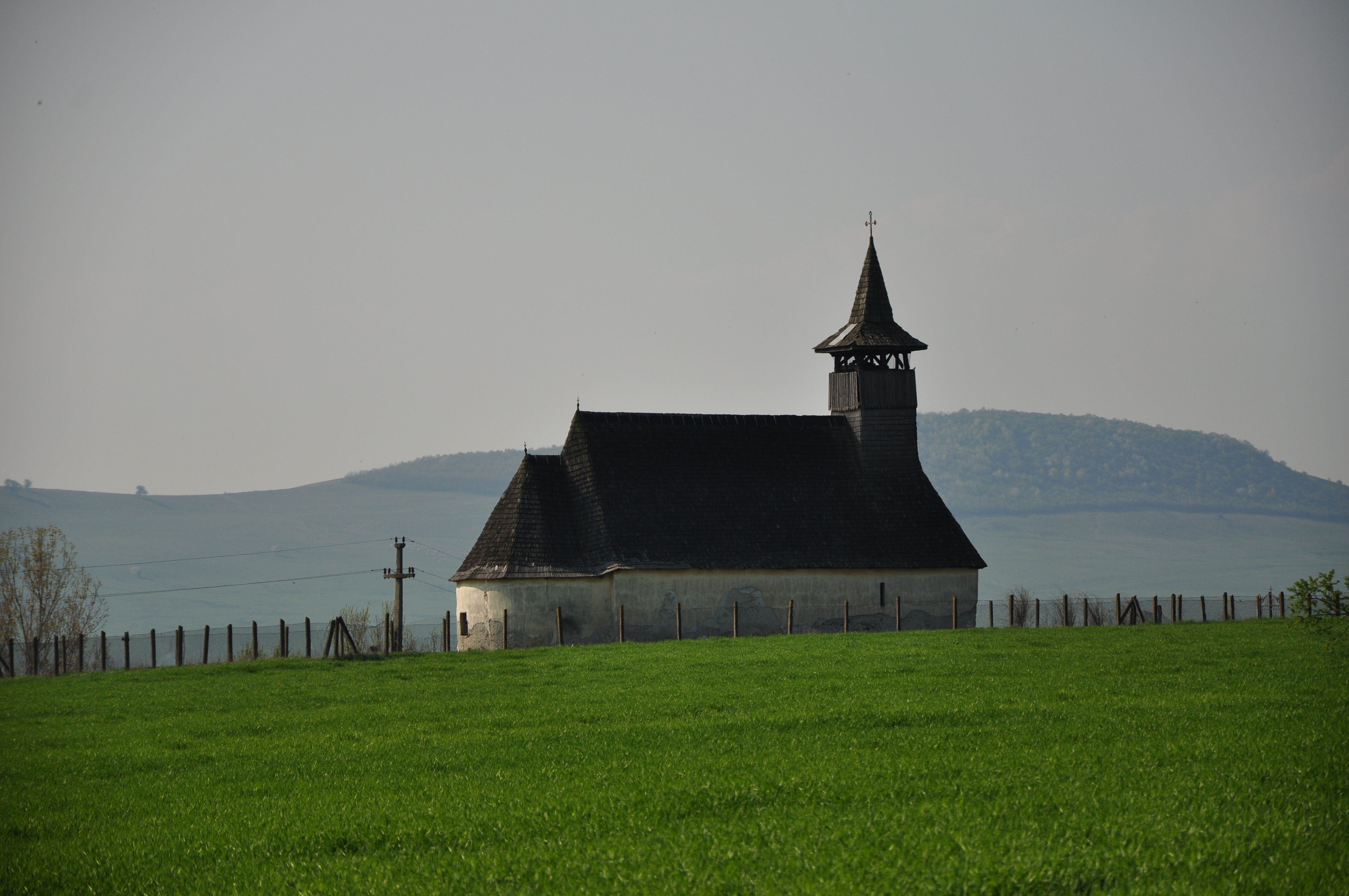